# Гигантская мадагаскарская кукушка
Гигантская мадагаскарская кукушка (лат. Coua gigas) — вид птиц семейства кукушковых, эндемик Мадагаскара. Подвидов не выделяют.

## Описание
Гигантская мадагаскарская кукушка достигает длины от 58 до 62 см и массы 415 г. Самец и самка похожи. Верх головы тёмно-коричневый, затылок, спина и крылья оливково-серые с бронзовым отблеском. Хвост блестяще чёрный. Внешние перья хвоста имеют белые вершины. Горло и верхняя часть груди белые. Брюхо от красно-бурого до чёрного цвета. Подхвостье чёрное. Голый участок кожи вокруг глаз трёхцветный. Верхняя область яркого зеленовато-синего цвета, ниже и за глазами она от розового до фиолетового цвета, а перед глазами — серо-голубая. Голая кожа лица окантована чёрными перьями. Радужная оболочка от коричневого до рыжего цвета; окологлазное кольцо синее. Клюв и ноги чёрные.
У молодых птиц оперение более матовое и менее яркое. Кроющие перья крыльев оливково-серые с пятнами бежевого цвета. Маховые перья оливково-серые с бежевыми вершинами. Хвост менее яркий, чем у старых птиц. Голая кожа лица матово-синяя. Клюв светлый.

## Вокализация
Призыв может состоять из глубоких звуков «во-вок-вок», из гортанного звука «айоо-ев», резонансного «коокоокоокоогого» и краткого хрюканья.

## Распространение

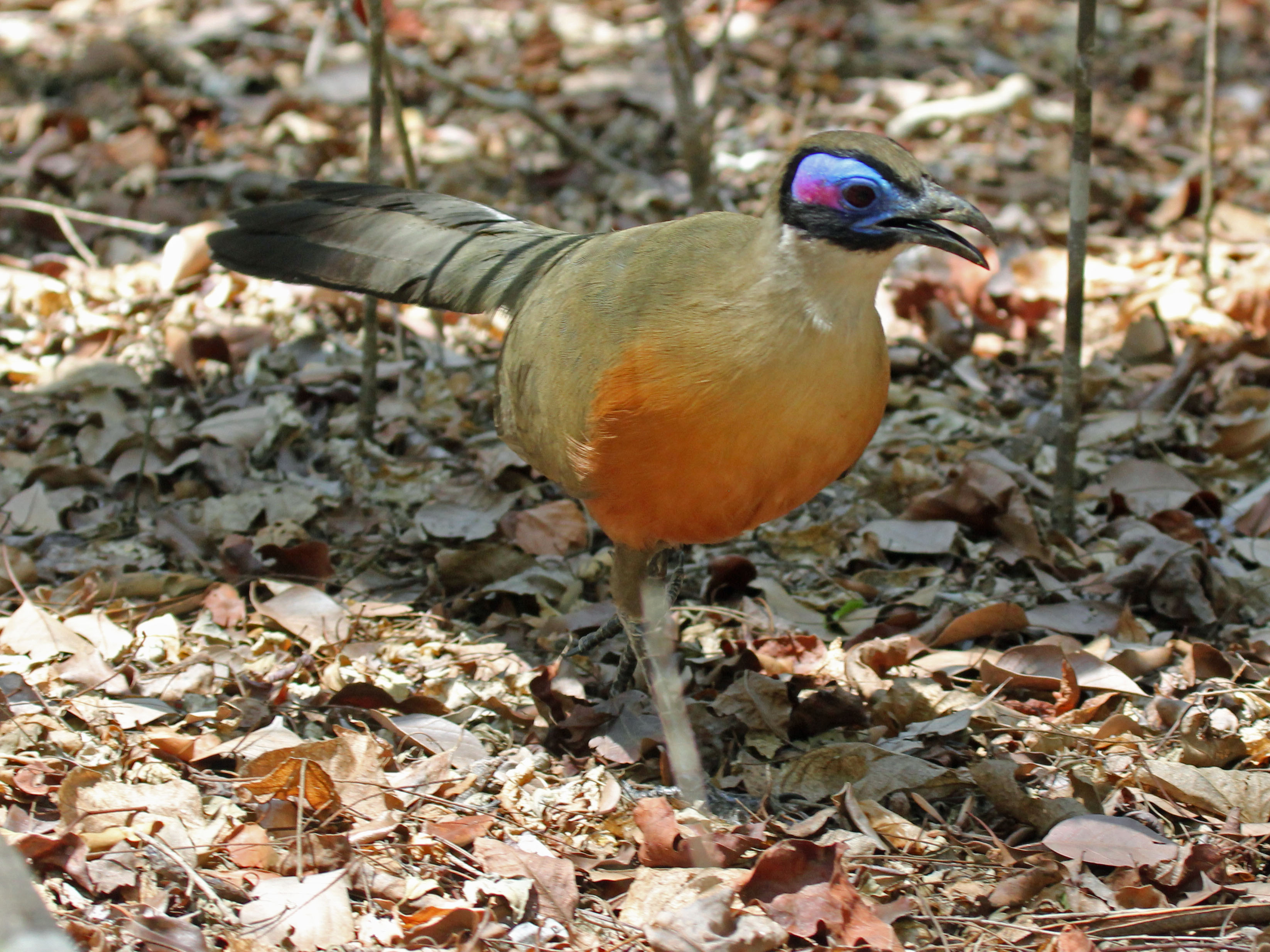
Лес Киринди, Мадагаскар

Гигантская мадагаскарская кукушка распространена на юге и западе Мадагаскара на север до реки Бецибука. Она довольно часто встречается в тернистых лесах, чаще на западе и реже на юге своей области распространения.
Гигантская мадагаскарская кукушка населяет сухие леса, буш в районах богатых известью, леса и буш на песчаных грунтах, а также прибрежные леса с большими деревьями и скудным подлеском. В лесах, где в почве присутствует латерит, он отсутствует. Гигантскую мадагаскарскую кукушку можно встретить на высоте до 1250 м над уровнем моря.

## Размножение
Сезон размножения продолжается с конца октября по декабрь. Кладки были найдены в ноябре и декабре, а молодые птицы наблюдались в январе. Самец и самка вместе строят гнездо в форме чашки. Оно сооружается из веток, коры и больших листьев на высоте от 3 до 10 м над землёй в зарослях акации и тамаринда и выстилается листьями. Обычно оно спрятано в густой растительности лиан. Гнездо размером от 25 до 40 см и высотой 25 см. В кладке обычно 3 матово-белых яйца, размером 43,5 × 32 мм. Продолжительность инкубационного периода неизвестна.

## Питание
Гигантская мадагаскарская кукушка ищет пищу преимущественно на земле. Она бегает по лесной подстилке и ищет в листве насекомых, а также беспозвоночных и некоторых мелких позвоночных, таких как хамелеоны. В поисках добычи она передвигается проворно и внезапно под острым углом меняет направление. На деревьях отталкивается ногами, прыгает в воздух и ловит свою добычу на лету. В ранние утренние часы она часто посещает солнечные пятна на земле, расправляет свои крылья и греется.
Питание состоит из насекомых и других наземных беспозвоночных, в том числе многоножек, жуков, муравьёв, мух, личинок бабочек, кузнечиков и мелких рептилий. Иногда она питается также семенами.